# Tserovisjte
Tserovisjte (Bulgaars: Церовище) is een dorp in het noordoosten van Bulgarije. Het dorp is gelegen in de gemeente Omoertag in de oblast Targovisjte. Het dorp ligt hemelsbreed 22 km ten zuidwesten van Targovisjte en 268 kilometer ten noordoosten van Sofia. 

## Bevolking
Op 31 december 2020 telde het dorp Tserovisjte 616 inwoners. Het aantal inwoners vertoont al jaren een dalende trend: in 1965 woonden er nog 1.303 personen in het dorp.
| Bevolkingsontwikkeling tussen 1934 en 2020          |
| --------------------------------------------------- |
|                                                     |
| Bron: Nationaal Statistisch Instituut van Bulgarije |

In de optionele volkstelling van 2011 identificeerden 36 van de slechts 53 ondervraagden zichzelf als etnische Turken, gevolgd door 10 etnische Bulgaren en 7 ‘overigen’. Aangezien de overige 532 van de 585 bewoners niet werden ondervraagd, is het niet mogelijk om harde conclusies aan deze uitkomst te verbinden.
| Etnische samenstelling van de respondenten (2011) | Etnische samenstelling van de respondenten (2011) | Etnische samenstelling van de respondenten (2011) | Etnische samenstelling van de respondenten (2011) | Etnische samenstelling van de respondenten (2011) |
| ------------------------------------------------- | ------------------------------------------------- | ------------------------------------------------- | ------------------------------------------------- | ------------------------------------------------- |
|                                                   |                                                   |                                                   |                                                   |                                                   |
| Bulgaren                                          | Bulgaren                                          |                                                   | 18,9%                                             | 18,9%                                             |
| Turken                                            | Turken                                            |                                                   | 67,9%                                             | 67,9%                                             |
| Roma                                              | Roma                                              |                                                   | 0,0%                                              | 0,0%                                              |
| Anders/Onbekend                                   | Anders/Onbekend                                   |                                                   | 13,2%                                             | 13,2%                                             |

Belomortsi · Balgaranovo · Dolna Choebavka · Dolno Kozarevo · Dolno Novkovo · Goljamo Tsarkvisjte · Gorna Choebavka · Gorno Kozarevo · Gorno Novkovo · Gorsko Selo · Ilijno · Kamboerovo · Kestenovo · Kozma Prezviter · Krasnoseltsi · Mogilets · Obitel · Oegledno · Omoertag · Panajot Chitovo · Panitsjino · Petrino · Plastina · Ptitsjevo · Padarino · Parvan · Rositsa · Ratlina · Stanets · Taptsjilesjtovo · Tsarevtsi · Tserovisjte · Tsjernokaptsi · Velitsjka · Velikdentsje · Verentsi · Veselets · Visok · Vrani Kon · Zelena Morava · Zmejno · Zvezditsa